# Hongavikfoss

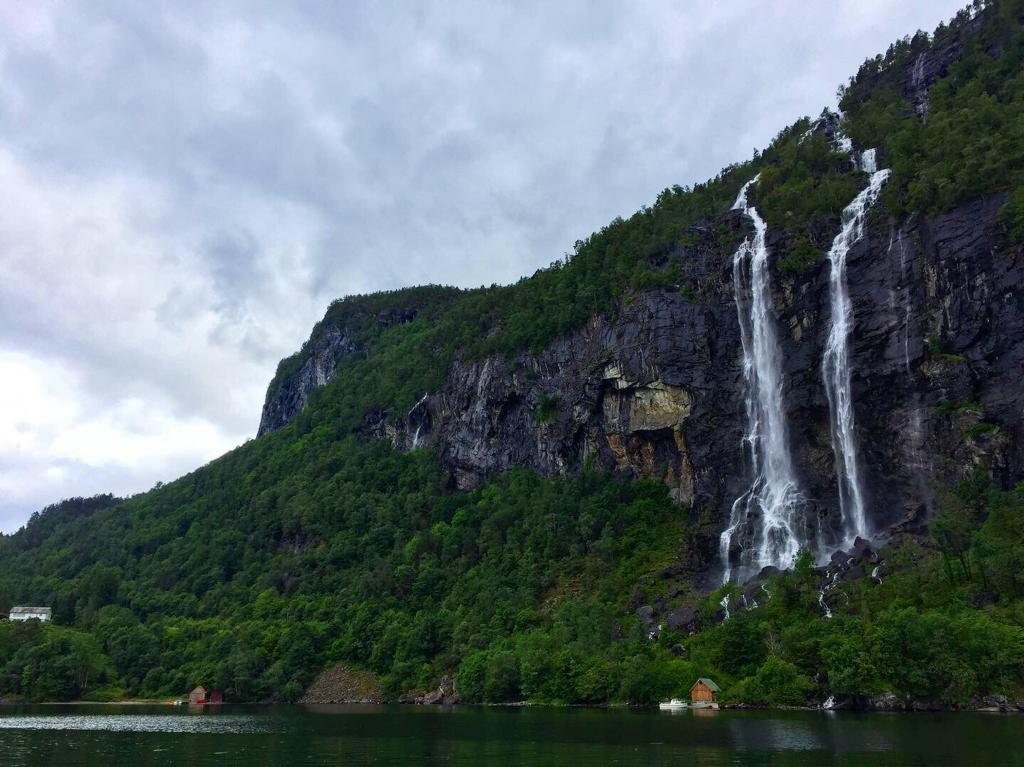
Hongavikfoss aus Sicht des Saudafjords

Der Hongavikfoss (im Norwegischen auch Honganvikfossen) ist ein Wasserfall in der norwegischen Provinz Rogaland in der Kommune Sauda. Er wird auch Brudesløret (deutsch: Brautschleier) genannt.
Der Hongavikfoss hat eine Höhe von 155 Metern und liegt an der Nordseite des Saudafjords in der Nähe des Riksvei 520. Am meisten Wasser führt er im Frühling und Herbst. Er wird von mehreren Schmelzwasserseen der Berge auf der Westseite des Saudafjords gespeist.